# Distribución de Cantor

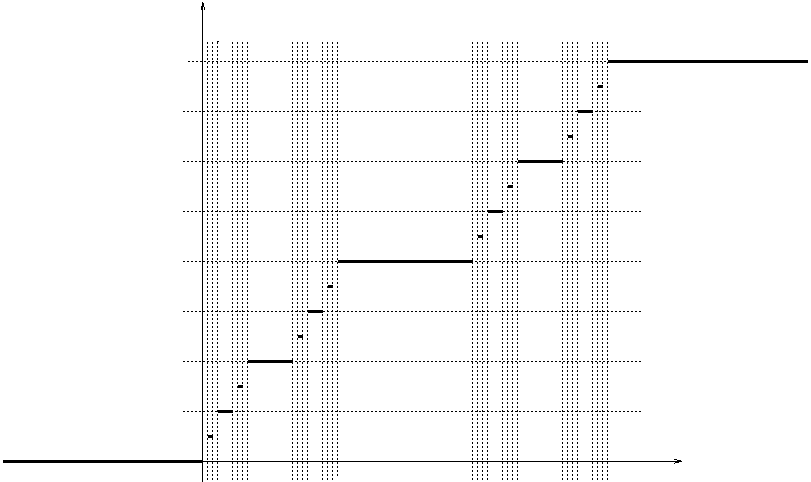
Imagen de la función de Cantor.

La distribución Cantor es la distribución de probabilidad cuya función de distribución acumulativa es la función de Cantor.
Esta distribución no tiene definida ni una función de densidad de probabilidad, ni una función de probabilidad, ya que no es continua absolutamente con respecto a la medida de Lebesgue, ni tiene tampoco masas puntuales. Por lo tanto, no es ni una discreta ni una distribución de probabilidad absolutamente continua, ni es una mezcla de estos tipos. Más bien es un ejemplo de una distribución singular.
Su función de distribución acumulada se refiere a veces como la escalera del diablo, aunque ese término tiene un significado más general.

## Caracterización
El soporte de la distribución de Cantor es el conjunto de Cantor, intersección de un número infinito pero contable de conjuntos de esta forma:
{\displaystyle {\begin{aligned}C_{0}=&[0,1]\\C_{1}=&[0,1/3]\cup [2/3,1]\\C_{2}=&[0,1/9]\cup [2/9,1/3]\cup [2/3,7/9]\cup [8/9,1]\\C_{3}=&[0,1/27]\cup [2/27,1/9]\cup [2/9,7/27]\cup [8/27,1/3]\cup \\&[2/3,19/27]\cup [20/27,7/9]\cup [8/9,25/27]\cup [26/27,1]\\C_{4}=&[0,1/81]\cup \cdots .\end{aligned}}}[0,1/3]\cup
La distribución de Cantor es la única distribución de probabilidad para la cual dado un {\displaystyle C_{t}} ({\displaystyle t\in \{0,1,2,\dots \}}), la probabilidad de cada uno de los 2t intervalos que lo forman es 2-t.

## Momentos
Es fácil ver por simetría que para una variable aleatoria X que tiene esta distribución, su valor esperado  E(X) = 1/2, y que todos los momentos centrales impares de X excepto el primero valen 0.
La ley de varianza total se puede usar para encontrar la varianza var(X), como sigue. Para el conjunto C1, sea Y = 0 si X ∈ [0,1/3], y Y = 1 si X ∈ [2/3,1]. Entonces: 
{\displaystyle {\begin{aligned}\operatorname {var} (X)&=\operatorname {E} (\operatorname {var} (X\mid Y))+\operatorname {var} (\operatorname {E} (X\mid Y))\\&={\frac {1}{9}}\operatorname {var} (X)+\operatorname {var} \left\{{\begin{matrix}1/6&{\mbox{con probabilidad}}\ 1/2\\5/6&{\mbox{con probabilidad}}\ 1/2\end{matrix}}\right\}\\&={\frac {1}{9}}\operatorname {var} (X)+{\frac {1}{9}}\end{aligned}}}
de donde despejando obtenemos que
{\displaystyle \operatorname {var} (X)={\frac {1}{8}}.}